# .dd
‎.dd‏ دامنه رزرو شده شده برای آلمان شرقی بود، بعد از اتحاد دو آلمان این دامنه ملغی شد.